# 相賀真理子
相賀 真理子（あいが まりこ、1975年12月17日 - ）は、フリーアナウンサー、行政書士、アガルートアカデミー行政書士試験、ファイナンシャルプランナー試験、貸金業務取扱主任者試験講師。離婚カウンセラー・夫婦問題カウンセラー。元HBC北海道放送アナウンサー、元テレビ神奈川契約アナウンサー。神奈川県在住。

## 人物
大阪府堺市出身。1994年に品川女子学院高等部、2000年に電気通信大学を卒業後、2000年HBCにアナウンサーとして入社。同期に森理恵がいる。
2003年3月、HBCを退社し上京。半年間東京でフリーアナウンサーとして活躍後、2003年12月にtvk契約アナウンサーとなる。同期は佐藤亜樹、大原裕美。
2005年にtvkに技術研修に来ていた男性と結婚。2005年9月に出産のためtvkとの契約終了。2006年2月に男児を出産。子供が小学1年生のときに離婚している。
2007年再びフリーアナウンサーとして復帰し現在も活動中。
結婚・出産を機に資格試験の勉強をはじめ、2008年には宅地建物取引士を取得、家業である不動産にも携わっている。2017年には行政書士資格を取得し実務もおこなっている。
LEC東京リーガルマインド講師を経て、現在はアガルートアカデミー講師であり、行政書士・FP・貸金業務取扱主任者講座を担当。

## 経歴
- 2000年　電気通信大学　電気通信学部　情報工学科　卒業
- 2000年　HBC北海道放送アナウンサー
- 2003年　テレビ神奈川契約アナウンサー
- 2007年～　フリーアナウンサー
- 2008年　宅地建物取引士取得
- 2009年　貸金業務取扱主任者取得
- 2011年　賃貸不動産経営管理士取得
- 2017年　行政書士取得
- 2017年　パートナーズ行政書士事務所開設
- 2018年～2019年　LEC 新宿エルタワー本校にて行政書士試験科目全般指導
- 2019年　日本家族問題相談連盟認定カウンセラー取得
- 2019年　パートナーズ夫婦問題相談サロン　開設
- 2020年　アガルートアカデミー講師
- 2021年　FP技能検定2級（AFP）取得

## 担当番組
- 東京メトロポリタンテレビジョン
- 区広報番組（東京メトロポリタンテレビジョン）

### テレビ神奈川時代
- あっぱれ!KANAGAWA大行進
- | 先代尾辻舞 | あっぱれ!KANAGAWA大行進女性司会者2004.05～2005.03 | 次代佐藤亜樹 |
- 1230アッと!!ハマランチョ（tvk在籍中はMCを担当、フリー後は「ウィークエンドプレジャーラボ」のリポーター）
- tvkニュース
- 高校野球ニュースほか
- ありがとッ! - まんまるマルタ 木曜日コーナー

### HBC北海道放送時代
- ビタミンTV司会
- よるなび

### フリー時代（2003年）
- やじうまプラス（テレビ朝日）
- ジャスト（TBSテレビ）

### フリー時代 （2007年-）
- たまごfanクラブ（ベネッセch）
- ひよこfanクラブ（ベネッセch）
- tvkスポーツスペシャル 横浜マラソン2015（2015年3月15日、tvk）

## 保有資格

### 国家資格
- 行政書士[2]。
- 宅地建物取引士
- 賃貸不動産経営管理士
- 賃金業務取扱主任者
- ファイナンシャル・プランニング技能検定2級（AFP）

### 民間資格
- 住宅ローンアドバイザー
- 離婚・夫婦問題カウンセラー